# John Louis Emil Dreyer
John Louis Emil Dreyer (ved dåben Johan Ludvig Emil Dreyer) (født 13. februar 1852 i København, død 14. september 1926 i Oxford) var en dansk-irsk astronom.
Han var søn af krigsminister Frederik Dreyer og bror til stiftamtmand Vilhelm Dreyer. I 1874, som 22årig, tog han til Irland for at arbejde som assistent for Lawrence Parsons (søn og efterfølger af William Parsons som havde bygget Parsonstown Leviathan-teleskopet). I år 1878 tog John Dreyer arbejde ved Dunsink Observatorium og i 1882 ved Armagh Observatorium, hvor han var leder indtil 1916.
John Dreyers største bidrag til astronomien var den kolossale New General Catalogue of Nebulae and Clusters of Stars (Nyt generelt katalog over stjernetåger og stjernehobe) – hvis katalognumre stadig er i udbredt brug i dag – så vel som hans to supplerende Index Catalogues (Indeks kataloger).
John Dreyer var også en astronomihistoriker. I 1890 udgav han en biografi over Tycho Brahe, og senere samlede og udgav han Tycho Brahes publikationer og ikke-publiceret breve. I 1905 udgav han bogen History of the Planetary Systems from Thales to Kepler (Planetsystemernes historie fra Thales til Kepler), som stadig trods den er en smule forældet fungerer som en udmærket introduktion til emnet. Den udgives fortiden under titlen A History of Astronomy from Thales to Kepler.
Han vandt hædersbevisningen Gold Medal of the Royal Astronomical Society i 1916. Et månekrater er opkaldt efter ham.